# University College of Management Studies
Das University College of Management Studies (UCOMS) in Accra und Kumasi ist ein University College in Ghana, das der University of Education in Winneba angeschlossen ist.

## Geschichte
Im März 2001 begann an diesem University College im amtlichen Institut für Lagerhaltung und Beschaffungswesen (engl. Chartered Institute of Purchasing & Supply) (CIPS) der ersten Kurse. Seither haben auch das amtliche Institut für Marketing (engl. Chartered Institute of Marketing) (CIM) und die Zusammenarbeit mit dem amtlichen Institut für zugelassene Buchprüfer (engl. Association of Chartered Certified Accountants) (ACCA) in Großbritannien die Ausbildung von Studenten begonnen.

## Campus
- Jerusalem Campus - Accra, Kasoa-Winneba Road, SCC Junction
- Mount Zion Campus - Kumasi, Ayeduase Town near KNUST after Paa Joe Stadium